# Ichi the Witch
Ichi the Witch (魔男のイチ, Madan no Ichi) est une série de mangas écrite par Osamu Nishi (ja) et illustrée par Shiro Usazaki (ja). La série est publiée au Japon depuis septembre 2024 dans le magazine hebdomadaire Weekly Shōnen Jump de l'éditeur Shūeisha. La version française sera éditée par Ki-oon à partir de février 2026.

## Synopsis
La série se déroule dans un monde où existent des monstres composés de magie appelés Majiks. Des chasseurs spécialisés appelés Sorcières peuvent obtenir de la magie d'eux après avoir effectué un défi, mais il est communément admis que seules les femmes peuvent devenir sorcières. Un jeune homme appelé Ichi, qui vit à Druid Mountain et chasse pour gagner sa vie, bat un Majik et devient le premier sorcier.

## Publication
Ichi the Witch est écrit par Osamu Nishi (ja) et illustré par Shiro Usazaki (ja). Il est publié à partir du 9 septembre 2024 par l'éditeur Shūeisha via son magazine hebdomadaire Weekly Shōnen Jump.C'est le premier travail majeur d'Usazaki depuis son oeuvre précédente, Act-Age, qui a été annulée en raison de l'arrestation de son scénariste. Le premier volume sous format tankōbon est sorti le 4 janvier 2025.

### Liste des volumes
| no | Japonais       | Japonais          |
| no | Date de sortie | ISBN              |
| --- | -------------- | ----------------- |
| 1 | 4 janvier 2025 | 978-4-08-884402-2 |
| Liste des chapitres : - Chapitre 1 : Ichi (イチ, Ichi) - Chapitre 2 : Uroro, le majik royal (ウロロの魔法, Uroro no Mahō) - Chapitre 3 : Raiko, le majik du renard de foudre (雷狐の魔法, Raiko no Mahō) - Chapitre 4 : La capitale, Natali (首都ナタリー, Shuto Natalī) - Chapitre 5 : Shirabédonna, la sorcière investigatrice (分析の魔女シラベドンナ, Bunseki no Majo Shirabedonna) - Chapitre 6 : L'escouade Desscaras (デスカラス班, Desukarasu Han) - Chapitre 7 : Hisame, le majik du requin glace 1 (氷鮫の魔法 ①, Hisame no Mahō ①) |                |                   |
| 2 | 4 mars 2025    | 978-4-08-884417-6 |
| Liste des chapitres : - Chapitre 8 : Hisame, le majik du requin glace 2 (氷鮫の魔法 ②, Hisame no Mahō ②) - Chapitre 9 : Hisame, le majik du requin glace 3 (氷鮫の魔法 ③, Hisame no Mahō ③) - Chapitre 10 : Hisame, le majik du requin glace 4 (氷鮫の魔法 ④, Hisame no Mahō ④) - Chapitre 11 : L'assemblée des sorcières (魔女会議, Majo Kaigi) - Chapitre 12 : Kidake, le majik du champignon (菌茸の魔法, Kindake no Mahō) - Chapitre 13 : La sorcière de la neige argentée (銀雪の魔女, Ginsetsu no Majo) - Chapitre 14 : ??? - Chapitre 15 : Alerte au majik de classe ultime (最大級魔法警報, Saidaikyō Mahō Keihō) - Chapitre 16 : Le majik anti-monde (反世界の魔法, Han Sekai no Mahō)                                                               |                |                   |
| 3 | 4 juin 2025    | 978-4-08-884580-7 |
| Liste des chapitres : - Chapitre 17 : Petit prétentieux (身の程知らず, Mi no Hodo Shirazu) - Chapitre 18 : Desscaras, la sorcière des abysses (深淵の魔女 デスカラス, Shin'en no Majo Desukarasu) - Chapitre 19 : Le cercle magique (魔法心円, Mahō Kokoro en) - Chapitre 20 : La sorcière prophétesse (予言の魔女, Yogen no Majo) - Chapitre 21 : Vivre dans le présent (生き方, Ikikata) - Chapitre 22 : Pacte de sang mentor-disciple (師弟血判状, Shitei Keppan-jō) - Chapitre 23 : Gokuraku le sadique (苛虐のゴクラク, Kagyaku no Gokuraku) - Chapitre 24 : L'homme-sorcière et Gokuraku (魔男とゴクラク, Ma Otoko to Gokuraku) - Chapitre 25 : Le pays du bonheur (幸福の国, Kōfuku no Kuni)                                                           |                |                   |
| 4 | 4 août 2025    | 978-4-08-884611-8 |
| Liste des chapitres : - Chapitre 26 : Maître Bakugami (バクガミ様, Bakugami-sama) - Chapitre 27 : Avis de recherche (指名手配犯, Shimei Tehaihan) - Chapitre 28 : Une émotion inconnue (知らない感情, Shiranai Kanjō) - Chapitre 29 : Plan en action (作戦開始, Sakusen Kaishi) - Chapitre 30 : Un avenir funeste (告げる未来, Tsugeru Mirai) - Chapitre 31 : Challenger (挑戦者, Chōsen-sha) - Chapitre 32 : Sacrifice humain (イケニエ, Ikenie) - Chapitre 33 : Destins entremêlés (一蓮托生, Ichiren Takushō) - Chapitre 34 : La cage invisible (見えない檻, Mienai ori) |                |                   |
| 5 | 3 octobre 2025 | 978-4-08-884695-8 |
| — |                |                   |
| Liste des chapitres : - Chapitre 35 : Expiation (贖罪, Shokuzai) - Chapitre 36 : Piguet (杭, Kui) - Chapitre 37 : Grâce à toi (キミがいたから, Kimi ga Itakara) - Chapitre 38 : Serre-moi dans tes bras ! (わたしを抱き締めて, Watashi o Dakishimete) - Chapitre 39 : Les émotions retrouvées (取り戻した感情, Torimodoshita Kanjō) - Chapitre 40 : Succession (継承, Keishō) - Chapitre 41 : Quelque chose pour toi (キミのために, Kimi no Tame ni) - Chapitre 42 : Prise de conscience (自覚せよ, Jikaku Seyo) - Chapitre 43 : Une bonne récolte (豊作, Hōsaku) - Chapitre 44 : Cadeau (おくりもの, Okuri Mono) - Chapitre 45 : Apparences trompeuses (見かけによらず, Mikake ni Yorazu) - Chapitre 46 : Un souvenir crucial (大事な思い出, Daijina Omoide) |                |                   |

## Réception
Nick Valdez de ComicBook.com a décrit le premier chapitre d'Ichi the Witch comme  « le plus fort que le magazine ait connu depuis des œuvres comme Kagurabachi », et a déclaré que « cela pourrait être la prochaine grande réussite ». Joshua Fox de Screen Rant a salué la construction de l'univers, les illustrations et le protagoniste de l'histoire.